# یوشیمیتسو موریتا
یوشیمیتسو موریتا (انگلیسی: Yoshimitsu Morita؛ زادهٔ ۲۵ ژانویه ۱۹۵۰ – درگذشتهٔ ۲۰ دسامبر ۲۰۱۱) کارگردان و فیلم‌نامه‌نویس اهل ژاپن بود که بین سال‌های ۱۹۸۱ تا ۲۰۱۱ میلادی فعالیت می‌کرد.
وی هشت بار نامزد دریافت جایزهٔ بهترین کارگردان جایزه آکادمی فیلم ژاپن شد که در سال ۲۰۰۴ میلادی برندهٔ این جایزه شد و همچنین در بیست و یکمین جشنواره فیلم یوکوهاما برای فیلم کیهو برندهٔ جایزهٔ بهترین کارگردان و در هجدهمین جشنواره فیلم یوکوهاما نیز برندهٔ جایزهٔ بهترین فیلنامه برای فیلم هارو شد.
از دیگر فیلم‌های او می توان به و آنگاه اشاره کرد.